# Filia

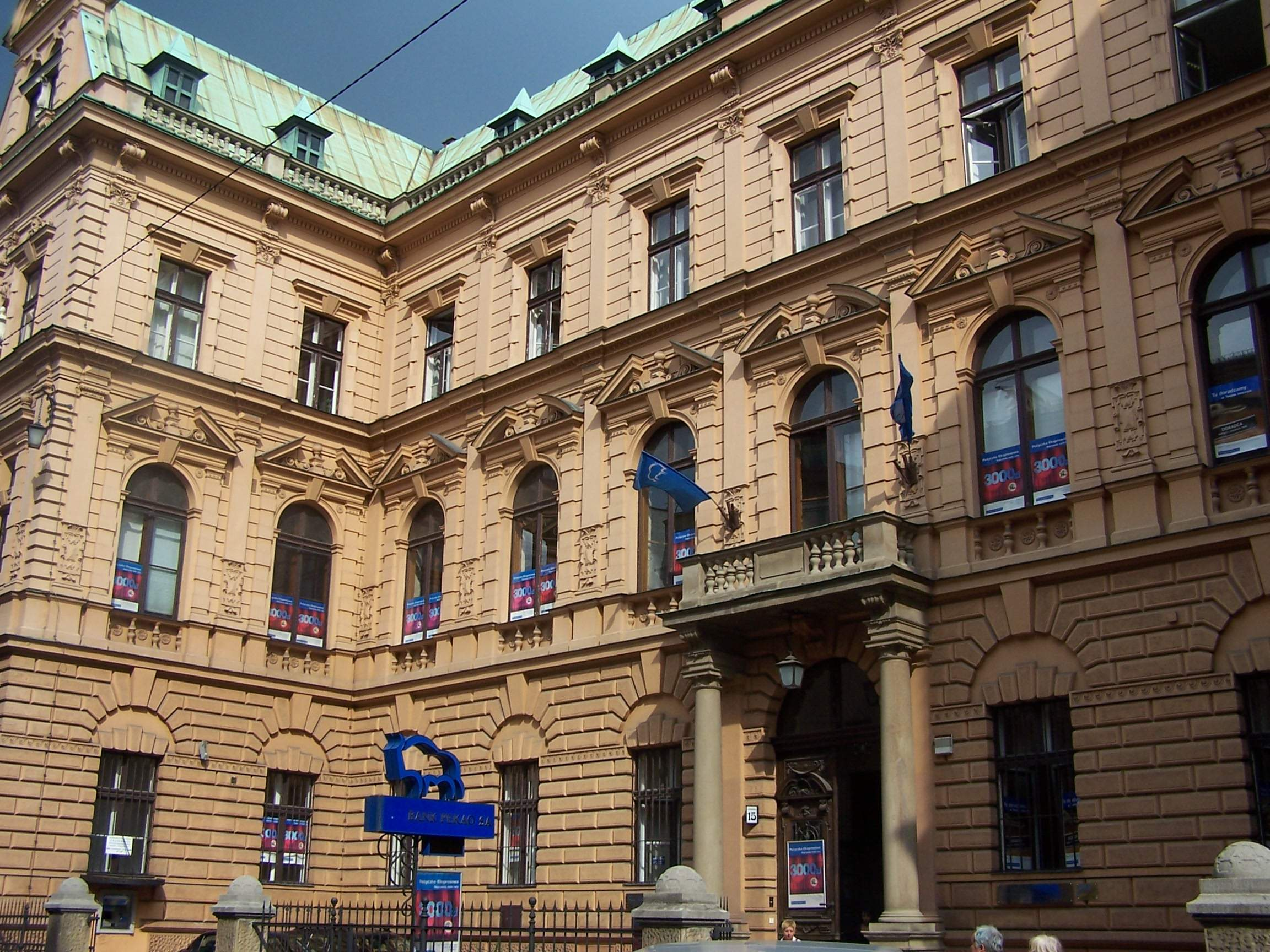
Filia banku Pekao SA w Krakowie

Filia (łac. córka) – ekspozytura, agenda lub oddział (np. przedsiębiorstwa, uczelni, szkoły, urzędu, banku, instytucji), mający najczęściej swoją lokalizację poza miejscem funkcjonowania głównej, nadrzędnej jednostki.
Filia jest powiązana organizacyjnie i najczęściej również statutowo z głównym podmiotem, od którego jest zależna. Wykonuje zadania powierzone przez macierzystą jednostkę, pod jej nadzorem i kontrolą. Filie mogą być tworzone zarówno na terenie tego samego miasta, regionu czy kraju, jak i poza granicami państwa, w którym znajduje się jednostka nadrzędna (najczęściej w przypadku dużych, międzynarodowych przedsiębiorstw).
Klasy filialne – pojedyncze klasy ulokowane poza miejscowością, w której znajduje się szkoła zbiorcza.